# آرثر لونجو
آرثر لونجو (بالفرنسية: Arthur Longo)‏ هو متزلج على الثلوج فرنسي، ولد في 21 يوليو 1988 في غرونوبل في فرنسا.

## وصلات خارجية
- آرثر لونجو على موقع الاتحاد الدولي للتزلج (ركوب لوح الثلج) (الإنجليزية)
- آرثر لونجو على موقع اللجنة الأولمبية الدولية (الإنجليزية)
- آرثر لونجو على موقع أوليمبيديا (الإنجليزية)
- آرثر لونجو على موقع اللجنة الأولمبية الفرنسية (مؤرشف) (الفرنسية)
- آرثر لونجو على موقع ألعاب إكس (مؤرشف) (الإنجليزية)